# Machin-Nunatak
Der Machin-Nunatak ist ein kleiner, kuppelförmiger und 1347 m hoher Nunatak im ostantarktischen Mac-Robertson-Land. Im südlichen Teil der Prince Charles Mountains ragt er 11 km östlich des Mount Cresswell auf.
Luftaufnahmen der Australian National Antarctic Research Expeditions aus den Jahren 1956 und 1960 dienten seiner Kartierung. Das Antarctic Names Committee of Australia benannte ihn Douglas Keith Machin (* 1927), Funker auf der Mawson-Station im Jahr 1960.